# Remo Ruffini
Remo Ruffini (n. 17 mai 1942, La Brigue, Alpes-Maritimes, Franța) este un fizician italian. Ruffini este directorul rețelei International Center for Relativistic Astrophysics Network (ICRAnet) și președinte al Centrului Internațional de Astrofizică relativistă. A inițiat doctoratele internaționale de astrofizică relativistă (IRAP PhD), un program comun interuniversitar de pregătire a cadrelor superioare de astrofizicieni, este deasmenea directorul programului Erasmus Mundus IRAP PhD, a fost profesor și șef de catedră de fizică teoretică la Universitatea "La Sapienza" din Roma în anii 1978-2012.

## Biografie
După licențiere în anul 1966 a făcut doctoratul la Universitatea din Mainz (Germania) sub conducerea profesorului Pascual Jordan. Ulterior a fost membru al Insitutului pentru studii avansate de la Princeton, unde a colaborat cu John Archibald Wheeler, pentru ca să devină ulterior instructor și profesor asistent la Universitatea din Princeton. În 1975 este profesor vizitator la Universitatea Kioto (Japonia) și Universitatea de West din  Perth,  Australia. În anii 1975-1978 a colaborat cu NASA în problema folosirii Stațiunilor spațiale în scopuri științifice. În anul 1976 a devenit profesor de fizică teoretică la Universitatea din Catania, Sicilia, Italia, iar doi ani mai târziu s-a învrednicit de titlul de profesor la Universitatea La Sapienza din Roma. În anul 1985 a fost ales prelședinte al Centrului Internațional de Astrofizică relativistă. În anul 1984 a fost cofondator împreună cu Laureatul Premiului Nobel Abdus Salam al  Conferințelor Internaționale Marcel Grossmann Meeting. În anul 1987 a inițiat programul de conferințe Italo-Sud-Coreene în domeniul astrofizicii relativiste. În anii 1989-1993 este președintele Comitetului Științific al  Agenției Spațiale Italiene. Este editorul a unei serii de reviste științifice. Este însurat cu Anna Imponente și are un fiu Jacopo.

## Activitatea științifică, editorială și pedagogică
Activitatea sa științifică a condus la concepția de Stele bozonice, preluată ulterior de cercetătorii americani Charles Alcock și Angela Olinto. Articolele sale în colaborare cu John Archibald Wheeler, Nathalie Deruelle și Thibault Damour au popularizat conceptul de gaură neagră, iar împreuncă cu fizicianul de origine greacă Demetrios Christodoulou a dat o relație matematică devenită clasică în timp pentru masa, sarcina electrică și momentul unghiular al găurii negre. Lucrările sale teoretice au condus la identificarea primelor găuri negre masive în Galaxia noastră- Calea Lactee. Împreună cu studentul său C. Rhoades a stabilit limita superioară a masei unei stele neutronice, iar împreună cu studentul său Robert Leach a folosit această limită superioară pentru calculul și identificarea primei găuri negre în Galaxia noastră-Signus X1, folosind datele splendide furnizate de satelitul american Uhuru, furnizate de conducătorul programului Ricardo Giacconni.
Pentru aceste lucrări a fost decorat cu Premiul Academiei de Științe din New York Cress Morrison în anul 1972.
Împreună cu studenții săi Calzetti, Giavalisco, Song și Taraglio a relevat rolul structurilor fractale în cosmologie.
Împreună cu colaboratorii săi, francezii Nathalie Deruelle și Thibault Damour a dezvoltat și aprofundat, relevînd rolul mecanismului Euler- Heisenberg în declanșarea proceselor de generare cuantică a particulelor, atît pe nivele legate pentru particule cu masă de repaos nenulă, căt și în stări de  difuzie cuantică, care corespund mișcării infinite. Bazîndu-se pe idei mai vechi și originale ale lui John Archibald Wheeler (1971), a dezvoltat calcule analitice, atît pentru procesele semicuantice, cît și pentru procesele cuantice, termale, care includ procesul Hawking de generare termică a particulelor de către găurile negre.
Fluxurile de raze γ care provin din nucleele stelelor colapsate îndepărtate, atît din Galaxia noastră, căt și din alte galaxii, par să pună în evidență existența și observabilitatea  unor asemenea procese în astrofizică,în același timp, punând  în evidență extragerea de energie din găurile negre. În ultimii ani Remo Ruffini și discipolii săi (vezi: Jorge Rueda), au emis ipoteza naturii neutrinice a centrului galactic, ca aletrnativă celei a unei găuri negre cu masă de 4 mln de mase solare.  La baza acestei ipoteze se află modelul lui Ettore Majorana  a neutrinului.
În ultimii ani este preocupat împreună cu colegii mai tineri de la ICRA de interpretarea teoretică a datelor de observații, provenite de la sateliții americani Vela, Beppo-SAX, de raze gama Compton, Swift, care furnizează date despre exploziile în raze X, care au loc în cosmos și provin de la obiectele relativiste: găuri negre, stele neutronice

## Coautori, colegi de la Universitatea "La Sapienza"
- Silvano Bonazzola
- Jayme Tiomno
- Vishveshvara
- Joao Tiomno
- Li Zhi Fang
- Demetrios Christodoulou

## Discipoli
- Robert Jantzen
- Valeria Ferrari
- Nathalie Deruelle
- Thibault Damour
- Jorge Rueda

## Colegi ICRA
- Vladimir Belinski

ș.a.

## Cărți și alte publicații
- A publicat peste 700 de lucrări (în colaborare). Editor și autor de cărți. Are indice H=41 (ADS NASA). Indicele citarilor 10,3 (ADS NASA). Indice H=34(33),Indicele citarilor - 17,3(27,1)(SPIRES)

## Premii și distincții
- Cressy Morrison Award, la New York Academy of Sciences (1972)
- Alfred P. Sloan Fellow Foundation (1974)
- Space Scientist al anului (1992)